# Jiang Wei (zapaśnik)
Jiang Wei (chiń. 蔣偉; ur. 24 maja 1971) – chiński zapaśnik w stylu klasycznym. Olimpijczyk z Barcelony 1992, gdzie zajął jedenaste miejsce w kategorii 48 kg.
Szósty zawodnik mistrzostw świata w 1991. Trzeci w Pucharze Świata w 1994 roku.